# خوسيه باتشيكو بيريرا
خوسيه باتشيكو بيريرا (بالبرتغالية: José Pacheco Pereira‏) هو كاتب ومؤرخ وصحفي وسياسي برتغالي، ولد في 6 يناير 1949 في بورتو في البرتغال. حزبياً، نشط في الحزب الديمقراطي الاجتماعي (البرتغال). في 1987 Portuguese legislative election ‏، انتخب عضو مجلس الجمهورية ‏ عن دائرة لشبونة ‏ وقد انضم خلال فترته النيابية ‏ (13 أغسطس 1987 – 3 نوفمبر 1991) للكتلة البرلمانية الحزب الديمقراطي الاجتماعي (البرتغال) وفي انتخابات البرلمان الأوروبي 1999، انتخب عضو في البرلمان الأوروبي عن دائرة البرتغال ‏ لترشحه ضمن قائمة الحزب الديمقراطي الاجتماعي (البرتغال)، وقد انضم خلال فترته النيابية (20 يوليو 1999 – 19 يوليو 2004) للكتلة البرلمانية الكتلة البرلمانية لحزب الشعب الأوروبي.